# Anna Heilman
Anna Heilman, nascida como Hana Wajcblum (1 de dezembro de 1928 – 1 de maio de 2011, 83 anos), referida em outras fontes como Hanka ou Chana Weissman, foi uma das prisioneiras sobreviventes do campo de concentração de Auschwitz que conspiraram para explodir os crematórios. Ela, junto com sua irmã mais velha (Estusia) e outras mulheres, contrabandeavam pólvora para fora da fábrica de munições da União. Elas então conseguiram passá-la de uma infiltrada para outra até chegar ao Sonderkommando. As mulheres envolvidas na cadeia de contrabando de pólvora incluem Roza Robota (que teve contato direto com os homens do Sonderkommando), Ala Gertner, Regina Safirsztajn, Rose Grunapfel Meth, Hadassa Zlotnicka, Marta Bindiger, Genia Fischer e Inge Frank, dentre outras. 

## Vida pregressa
Ambos pais de Anna, Jakub e Rebeka Wajcblum, eram surdos.  Ela nasceu em 1º de dezembro de 1928, em uma família judia de classe média assimilada em Varsóvia, Polônia. Ela tinha duas irmãs mais velhas, Sabina e Estusia.  Todas as três crianças tinham a audição normal e tiveram uma babá quando eram pequenas que também era surda. Jakub nasceu em Varsóvia em 1887 e era dono de uma fábrica (Snycerpol) em Varsóvia que empregava trabalhadores surdos para fazer peças de artesanatos de madeira. Em 1937, ele expôs os itens da fábrica na Exposição de Paris e em 1939 na Feira Mundial de Nova York. Sua mãe, Rebeka, nasceu em 1898 em Pruzany, Polônia, em uma família rica.

## Segunda Guerra Mundial
A família vivia em uma área que se tornou parte do Gueto de Varsóvia. Eles estavam localizados na Rua Mila, 38, na mesma rua da sede da ŻOB ( Żydowska Organizacja Bojowa - Organização Judaica de Combate), liderada por Mordecai Anielewicz. Sabina conseguiu escapar do Holocausto junto com seu antigo tutor e futuro marido, Mietek. Eles foram juntos para a União Soviética e depois se estabeleceram na Suécia .
Anna fazia parte do movimento juvenil Hashomer Hatzair. À medida que a Revolta do Gueto de Varsóvia se desenrolava, ela tinha dúvida se auxiliava na luta ou se ficava com seus pais. No fim, ela decidiu ficar com os pais. Anna, Estusia e seus pais estavam entre os últimos deportados do Gueto de Varsóvia quando foram levados para o campo de concentração de Maidanek em maio de 1943. Os pais de Anna foram imediatamente assassinados quando chegaram ao campo de Maidanek.  Estusia e Anna foram enviadas para Auschwitz em setembro de 1943.

## Resistência durante a guerra
Em suas memórias postadas online, Heilman afirma que foi ideia dela contrabandear a pólvora para o Sonderkommando. Uma citação de suas memórias online: "Dessa amizade surgiram as ideias de resistência. Não sei dizer quem iniciou isso... A ideia era o que poderíamos fazer, cada uma de nós, para resistir? Pensei: "Você está trabalhando no Pulverraum. Que tal levar pólvora" Começamos a falar sobre a ideia. A pólvora estava ao nosso alcance. Pensamos: "Podemos usá-la!" Alguém no grupo sabia que o Sonderkommando estava preparando uma resistência. Nós dissemos: "Vamos dar a pólvora a eles!"" 
Elas encontraram muitas maneiras de contrabandear pólvora. Para contrabandear a energia, elas usavam bolsas na parte interna dos vestidos, nós nos lenços de cabeça e, às vezes, até colocavam a pólvora sob as unhas. Elas eram revistadas regularmente e ela contou que, quando viam de longe que seriam revistadas, atiravam a pólvora no chão e a misturavam ao solo para que não pudesse ser vista.
Estusia foi traída quando Ala Gertner contou a um oficial da SS, com quem ela tinha feito amizade e em quem confiava, sobre a conspiração. Ela, Roza Robota, Regina Stafirstajn e Ala Gertner foram levadas para o "Bunker" dentro do campo principal e torturadas durante meses. Mas durante todo esse tempo, eles nunca revelaram o nome de Anna. Eles só deram nomes de membros do Sonderkommando que já estavam mortos.
Em 5 de janeiro de 1945, Estusia, Regina, Ala e Roza foram enforcadas. 
Isso aconteceu apenas duas semanas antes do avanço do Exército Vermelho Soviético chegar a Auschwitz. Todo o acampamento feminino foi forçado a assistir às execuções. Com ordens diretas de Berlim, as mulheres foram executadas como combatentes da resistência judaica. Auschwitz foi evacuado em 18 de janeiro de 1945, enquanto o Exército Soviético continuava seu avanço em direção à Alemanha.

## Depois da guerra
Após uma breve estadia na Bélgica, Anna emigrou em maio de 1946 para a Palestina sob o Mandato Britânico. Anna se reencontrou com Sabina, conheceu sua família e terminou o ensino médio. Anna se casou com Joshua Heilman em 7 de março de 1947, um homem que havia deixado a Polônia para o Mandato Britânico da Palestina para prosseguir seus estudos universitários uma semana antes do início da Segunda Guerra Mundial. Toda a sua família foi assassinada durante a guerra, exceto sua irmã mais nova, Rose, que sobreviveu a Auschwitz. 
Enquanto estava vivendo em Israel, Anna obteve um diploma em serviço social e teve duas filhas com Joshua.  Joshua se mudou para os Estados Unidos para ser professor de hebraico e, em 1958, trouxe o resto da família para Boston. Então, em 1960, eles emigraram para Ottawa, Canadá, para que Joshua pudesse se tornar diretor de uma escola hebraica. Anna trabalhou na The Children's Aid Society (Sociedade de Assistência Infantil) em Ottawa como assistente social bilíngue (inglês-francês). Ela se tornou supervisora da unidade inglês-francesa e eventualmente se aposentou em 1990. Joshua Heilman morreu em outubro de 2005.
O caminho para escrever suas memórias foi bem longo. Em 1991, após uma cerimônia no Yad Vashem para dedicar um memorial a Estusia, Regina, Ala e Roza, Anna contou ao genro, Sheldon Schwartz, que havia mantido um diário em polonês em Auschwitz. Mas que teria sido confiscado e destruído durante uma busca em algum momento; e ela recriou o diário inteiro de memória em um campo de deslocados em 1945.  Sheldon convenceu Anna a traduzir o diário para o inglês e os dois trabalharam juntos por 10 anos; ela escreveu e ele editou. Seu livro de memórias, Never Far Away: The Auschwitz Chronicles of Anna Heilman, foi publicado em 2001. O livro ganhou o Prêmio Ottawa Book de 2002. 
Anna Heilman é uma das personagens apresentadas em Unlikely Heroes (Heróis Improváveis),  um filme de 2003 sobre a resistência judaica durante a Segunda Guerra Mundial. 